# Ella Ramsay
Ella Ramsay (n. 12 iulie 2004, Ipswich⁠(d), Queensland, Australia) este o înotătoare australiană, medaliată olimpică. A participat la 1 ediție a Jocurilor Olimpice (2024) în care a câștigat 1 medalie de argint.

## Participări
Lista de mai jos prezintă principalele competiții la care a participat Ella Ramsay de-a lungul carierei.
- Natație la Jocurile Olimpice de vară din 2024 - 4x100 m mixt ștafetă (feminin)